# آرتور هیلر
آرتور هیلر (به انگلیسی: Arthur Hiller) (زادهٔ ۲۲ نوامبر ۱۹۲۳ – مرگ ۱۷ اوت ۲۰۱۶) یک کارگردان تلویزیونی و سینمای کانادایی-آمریکایی با بیش از ۳۳ فیلم در طول ۵۰ سال فعالیت حرفه‌ای خود بود. او کار خود را با کارگردانی تلویزیون در کانادا و بعداً در ایالات متحده در اواخر دهه ۱۹۵۰ شروع به کارگردانی فیلم کرد که اغلب کمدی بود. او همچنین کارگردانی درام و موضوعات عاشقانه مانند داستان عشق (فیلم ۱۹۷۰) را بر عهده داشت که نامزد هفت جایزه اسکار شد.

## زندگی هنری
هیلر بیش از ۳۳ فیلم بلند را در طول ۵۰ سال کار حرفه‌ای خود کارگردانی کرد. او کار خود را از کارگردانی تلویزیون در کانادا آغاز کرد و سپس در آمریکا هم به فعالیت خود ادامه داد. در اواخر دههٔ ۱۹۵۰ بیشتر کارهای او، طنز بود. البته او فیلم‌های درام و عاشقانه نیز ساخت که برخی از آن‌ها جایزه گرفتند. برای نمونه فیلم داستان عشق او نامزد هفت اسکار شد.

## زندگی شخصی
در سال ۱۹۴۸، او با گوئن پچت، که یک زن یهودی بود ازدواج کرد. آنها دارای دو فرزند و دو نوه بودند. همسرش در ۲۴ ژوئن ۲۰۱۶ درگذشت. آنها ۶۸ سال عاشقانه زندگی کردن، آرتور هیلر تقریباً دو ماه بعد در لس آنجلس در ۱۷ اوت ۲۰۱۶ در سن ۹۲ سالگی به علت طبیعی درگذشت.

## جوایز
- جایزه بشردوستانه جین هرشولت

## آثار کارگردانی
- سال‌های بی‌خیالی (۱۹۵۷)
- معجزه نریان سفید (۱۹۶۲)
- نمایندگی ویلر (۱۹۶۳)
- آمریکایی شدن امیلی (۱۹۶۴)
- وعده‌های شیرین (۱۹۶۵)
- پنلوپه (۱۹۶۶)
- توبروک (۱۹۶۷)
- ببر وارد می‌شود (۱۹۶۷)
- پاپی (۱۹۶۹)
- غریبه‌ها در شهر (۱۹۷۰)
- داستان عشق (۱۹۷۰)
- بیمارستان (فیلم ۱۹۷۱)
- سوئیت پلازا (۱۹۷۱)
- مردی از لا مانتا (۱۹۷۲)
- دنیای دیوانه جولیسی وودر (۱۹۷۴)
- مردی در اتاق شیشه‌ای (۱۹۷۵)
- قطار سیلور استریک (۱۹۷۶)
- دبلیو. سی. فیلدز و من (۱۹۷۶)
- شبگرد (۱۹۷۹)
- بستگان سببی (۱۹۷۹)
- عشق‌بازی (۱۹۸۲)
- نویسنده! نویسنده! (۱۹۸۲)
- کمدی عاشقانه (۱۹۸۳)
- مرد تنها (۱۹۸۴)
- آموزگارها (۱۹۸۴)
- ثروت ظالمانه (۱۹۸۷)
- شر نبین، شر نشنو (۱۹۸۹)
- مراقبت از تجارت (۱۹۹۰)
- ازدواج کرده‌ها (۱۹۹۱)
- بیب (۱۹۹۲)
- هم‌سفری (۱۹۹۶)
- بسوز هالیوود بسوز (۱۹۹۷)
- دردسر فرانک (۲۰۰۶)